# Andoquero
L' andoquero o andokero (Miranya, Miraña-Carapana-tapuyo) és una de les llengües witoto extingida de Colòmbia vers el 1867.